# Leymus yiwuensis
Leymus yiwuensis är en gräsart som beskrevs av Lian Bing Cai. Leymus yiwuensis ingår i släktet strandrågssläktet, och familjen gräs. Inga underarter finns listade i Catalogue of Life.